# Węgój
Wgój [ˈvɛnɡui̯] (tiếng Đức: Wengoyen) là một ngôi làng thuộc khu hành chính của Gmina Biskupiec, thuộc huyện Olsztyński, Warmińsko-Mazurskie, ở miền bắc Ba Lan. Nó nằm khoảng 10 kilômét (6 mi) phía bắc Biskupiec và 36 km (22 mi) về phía đông bắc của thủ đô khu vực Olsztyn.